# 갯무
갯무(Raphanus sativus var. hortensis f. raphanistroides)는 십자화과에 속하는 한두해살이풀로서 바닷가에서 자생한다. 무보다 뿌리가 가늘고 딱딱한 편이며 잎이 작은 편이다. 꽃대는 높이가 1m에 달한다. 4~6월에 연한 홍자색 또는 하얀색 꽃이 피는데 길쭉한 타원형을 띤 길이 7mm의 꽃받침조각, 쐐기 모양을 띤 넓은 꽃잎이 특징이다. 염주 모양을 띤 열매는 길이가 4-6cm에 달한다. 뿌리의 윗부분을 이루고 있는 줄기에서는 꽃차례가 난다.